# Élections législatives de 2007 en Meurthe-et-Moselle
Les élections législatives françaises de 2007 se déroulent les 10 et 17 juin 2007. Dans le département de Meurthe-et-Moselle, sept députés sont à élire dans le cadre de sept circonscriptions. 

## Élus
| Circonscription | Député sortant                                             | Parti | Parti | Député élu ou réélu  | Parti | Parti |
| --------------- | ---------------------------------------------------------- | ----- | ----- | -------------------- | ----- | ----- |
| 1re             | Laurent Hénart                                             |       | UMP   | Laurent Hénart       |       | UMP   |
| 2e              | Patricia Burckhart-Vandevelde suppléante de Gérard Léonard |       | UMP   | Hervé Féron          |       | PS    |
| 3e              | Claude Gaillard                                            |       | UMP   | Valérie Rosso-Debord |       | UMP   |
| 4e              | François Guillaume                                         |       | UMP   | Jacques Lamblin      |       | UMP   |
| 5e              | Nadine Morano                                              |       | UMP   | Nadine Morano        |       | UMP   |
| 6e              | Jean-Yves Le Déaut                                         |       | PS    | Jean-Yves Le Déaut   |       | PS    |
| 7e              | Édouard Jacque                                             |       | UMP   | Christian Eckert     |       | PS    |

## Résultats

### Résultats à l'échelle du département
| Parti                                                  | Parti                                | Premier tour | Premier tour | Second tour | Second tour | Sièges |
| Parti                                                  | Parti                                | Voix         | %            | Voix        | %           | Sièges |
| ------------------------------------------------------ | ------------------------------------ | ------------ | ------------ | ----------- | ----------- | ------ |
|                                                        | Union pour un mouvement populaire    | 114 256      | 41,56        | 137 033     | 50,01       | 4      |
|                                                        | Mouvement pour la France             | 2 856        | 1,04         |             |             | 0      |
|                                                        | Divers droite                        | 208          | 0,08         | 0           |             |        |
|                                                        | Majorité présidentielle              | 117 320      | 42,67        | 137 033     | 50,01       | 4      |
|                                                        |                                      |              |              |             |             |        |
|                                                        | Parti socialiste                     | 78 890       | 28,69        | 136 972     | 49,99       | 3      |
|                                                        | Parti communiste français            | 19 136       | 6,96         |             |             | 0      |
|                                                        | Les Verts                            | 5 770        | 2,10         | 0           |             |        |
|                                                        | Divers gauche                        | 2 723        | 0,99         | 0           |             |        |
|                                                        | Parti radical de gauche              | 805          | 0,29         | 0           |             |        |
|                                                        | Gauche parlementaire                 | 107 324      | 39,04        | 136 972     | 49,99       | 3      |
|                                                        |                                      |              |              |             |             |        |
|                                                        | UDF–Mouvement démocrate              | 20 669       | 7,52         |             |             | 0      |
|                                                        | Front national                       | 13 274       | 4,83         | 0           |             |        |
|                                                        | Extrême gauche dont LCR, LO et PT    | 10 469       | 3,81         | 0           |             |        |
|                                                        | Divers écologiste dont LT-LNÉ et MÉI | 3 157        | 1,15         | 0           |             |        |
|                                                        | Mouvement national républicain       | 1 880        | 0,68         | 0           |             |        |
|                                                        | Divers                               | 836          | 0,30         | 0           |             |        |
|                                                        |                                      |              |              |             |             |        |
| Inscrits                                               | Inscrits                             | 492 474      | 100,00       | 492 460     | 100,00      | 7      |
| Abstentions                                            | Abstentions                          | 213 207      | 43,29        | 210 803     | 42,81       |        |
| Votants                                                | Votants                              | 279 267      | 56,71        | 281 657     | 57,19       |        |
| Blancs et nuls                                         | Blancs et nuls                       | 4 338        | 1,55         | 7 652       | 2,72        |        |
| Exprimés                                               | Exprimés                             | 274 929      | 98,45        | 274 005     | 97,28       |        |
| Source : Ministère de l'Intérieur - Meurthe-et-Moselle |                                      |              |              |             |             |        |

### Résultats par circonscription

#### Première circonscription (Nancy-Est)
| Candidat       | Candidat                     | Parti          | Premier tour | Premier tour | Second tour | Second tour |  |
| Candidat       | Candidat                     | Parti          | Voix         | %            | Voix        | %           |  |
| -------------- | ---------------------------- | -------------- | ------------ | ------------ | ----------- | ----------- |  |
|                | Laurent Hénart sortant réélu | UMP            | 13 035       | 44,64        | 14 816      | 50,8        |  |
|                | Mathieu Klein                | PS             | 9 340        | 31,98        | 14 348      | 49,2        |  |
|                | Alain Miton                  | UDF–MoDem      | 1 983        | 6,79         |             |             |  |
|                | Delphine Zachary             | FN             | 1 036        | 3,55         |             |             |  |
|                | Marie-Hélène Faivre          | Les Verts      | 1 026        | 3,51         |             |             |  |
|                | Sylvie Petit                 | LCR            | 873          | 2,99         |             |             |  |
|                | Joëlle Bauquel               | PCF            | 585          | 2            |             |             |  |
|                | Guy Boiche                   | MPF            | 517          | 1,77         |             |             |  |
|                | Olivier Mergaux              | PRG            | 280          | 0,96         |             |             |  |
|                | Christiane Nimsgern          | LO             | 239          | 0,82         |             |             |  |
|                | Jean-Philippe Wagner         | MNR            | 129          | 0,44         |             |             |  |
|                | Achour Rezzik                | Divers         | 109          | 0,37         |             |             |  |
|                | Dominique Michel             | S&P            | 51           | 0,17         |             |             |  |
|                |                              |                |              |              |             |             |  |
| Inscrits       | Inscrits                     | Inscrits       | 52 930       | 100,00       | 52 930      | 100,00      |  |
| Abstentions    | Abstentions                  | Abstentions    | 23 425       | 44,26        | 23 139      | 43,72       |  |
| Votants        | Votants                      | Votants        | 29 505       | 55,74        | 29 791      | 56,28       |  |
| Blancs et nuls | Blancs et nuls               | Blancs et nuls | 302          | 1,02         | 627         | 2,1         |  |
| Exprimés       | Exprimés                     | Exprimés       | 29 203       | 98,98        | 29 164      | 97,9        |  |

#### Deuxième circonscription (Vandoeuvre-lès-Nancy)
| Candidat       | Candidat                               | Parti          | Premier tour | Premier tour | Second tour | Second tour |  |
| Candidat       | Candidat                               | Parti          | Voix         | %            | Voix        | %           |  |
| -------------- | -------------------------------------- | -------------- | ------------ | ------------ | ----------- | ----------- |  |
|                | Patricia Burckhart-Vandevelde sortante | UMP            | 17 884       | 39,76        | 22 341      | 49,35       |  |
|                | Hervé Féron élu                        | PS             | 14 565       | 32,38        | 22 933      | 50,65       |  |
|                | Marc Saint-Denis                       | UDF–MoDem      | 5 119        | 11,38        |             |             |  |
|                | Sandrine Grunewald                     | FN             | 2 143        | 4,76         |             |             |  |
|                | Jean-Christophe Berche                 | LCR            | 1 064        | 2,13         |             |             |  |
|                | Lydie Roux                             | PCF            | 957          | 2,13         |             |             |  |
|                | Said Berrahal                          | Les Verts      | 934          | 2,08         |             |             |  |
|                | Louis-Philippe Desvalois               | MPF            | 705          | 1,57         |             |             |  |
|                | Amélie Chaxel                          | LT-LNÉ         | 467          | 1,04         |             |             |  |
|                | Jacques Lacreuse                       | LO             | 431          | 0,96         |             |             |  |
|                | Françoise Schuller                     | MNR            | 289          | 0,64         |             |             |  |
|                | Alain Carlier                          | PT             | 164          | 0,36         |             |             |  |
|                | Gérard Chenu                           | S&P            | 153          | 0,34         |             |             |  |
|                | Jean-Paul Oury                         | AL             | 105          | 0,23         |             |             |  |
|                |                                        |                |              |              |             |             |  |
| Inscrits       | Inscrits                               | Inscrits       | 78 217       | 100,00       | 78 215      | 100,00      |  |
| Abstentions    | Abstentions                            | Abstentions    | 32 597       | 41,68        | 31 855      | 40,73       |  |
| Votants        | Votants                                | Votants        | 45 620       | 58,32        | 46 360      | 59,27       |  |
| Blancs et nuls | Blancs et nuls                         | Blancs et nuls | 640          | 1,4          | 1 086       | 2,34        |  |
| Exprimés       | Exprimés                               | Exprimés       | 44 980       | 98,6         | 45 274      | 97,66       |  |

#### Troisième circonscription (Nancy-Ouest)
| Candidat       | Candidat                  | Parti               | Premier tour | Premier tour | Second tour | Second tour |  |
| Candidat       | Candidat                  | Parti               | Voix         | %            | Voix        | %           |  |
| -------------- | ------------------------- | ------------------- | ------------ | ------------ | ----------- | ----------- |  |
|                | Valérie Rosso-Debord élue | UMP                 | 14 429       | 43,38        | 16 718      | 51,37       |  |
|                | Pascal Jacquemin          | PS                  | 9 735        | 29,27        | 15 825      | 48,63       |  |
|                | Lucienne Redercher        | UDF–MoDem           | 3 288        | 9,89         |             |             |  |
|                | Patrick Hatzig            | PCF                 | 1 424        | 4,28         |             |             |  |
|                | Serge Alet                | FN                  | 1 369        | 4,12         |             |             |  |
|                | François Doucet           | Les Verts           | 970          | 2,92         |             |             |  |
|                | Émilie Colin              | Extrême gauche (GA) | 853          | 2,56         |             |             |  |
|                | Dominique Barbin          | LO                  | 364          | 1,09         |             |             |  |
|                | Marie-Claude Nowakowski   | MÉI                 | 342          | 1,03         |             |             |  |
|                | Catherine Sertelet        | Divers              | 245          | 0,74         |             |             |  |
|                | Patrick Gicquel           | MNR                 | 211          | 0,63         |             |             |  |
|                | Christelle Crespin        | Divers              | 31           | 0,09         |             |             |  |
|                |                           |                     |              |              |             |             |  |
| Inscrits       | Inscrits                  | Inscrits            | 58 299       | 100,00       | 58 299      | 100,00      |  |
| Abstentions    | Abstentions               | Abstentions         | 24 634       | 42,25        | 24 897      | 42,71       |  |
| Votants        | Votants                   | Votants             | 33 665       | 57,75        | 33 402      | 57,29       |  |
| Blancs et nuls | Blancs et nuls            | Blancs et nuls      | 404          | 1,2          | 859         | 2,57        |  |
| Exprimés       | Exprimés                  | Exprimés            | 33 261       | 98,8         | 32 543      | 97,43       |  |

#### Quatrième circonscription (Lunéville)
| Candidat       | Candidat             | Parti          | Premier tour | Premier tour | Second tour | Second tour |  |
| Candidat       | Candidat             | Parti          | Voix         | %            | Voix        | %           |  |
| -------------- | -------------------- | -------------- | ------------ | ------------ | ----------- | ----------- |  |
|                | Jacques Lamblin élu  | UMP            | 20 131       | 44,94        | 25 291      | 57,85       |  |
|                | Laurence Demonet     | PS             | 7 698        | 17,18        | 18 430      | 42,15       |  |
|                | Luc Binsinger        | UDF–MoDem      | 4 298        | 9,59         |             |             |  |
|                | Maurice Villaume     | PCF            | 3 816        | 8,52         |             |             |  |
|                | Jean-Luc Manoury     | FN             | 2 687        | 6            |             |             |  |
|                | Philippe Fleurentin  | diss. PS       | 2 039        | 4,55         |             |             |  |
|                | Marie-Neige Houchard | Les Verts      | 1 066        | 2,38         |             |             |  |
|                | Isabelle Gérard      | LCR            | 797          | 1,78         |             |             |  |
|                | Véronique Vernoux    | PRG            | 525          | 1,17         |             |             |  |
|                | Geneviève Helliette  | LO             | 481          | 1,07         |             |             |  |
|                | Véronique Muller     | MPF            | 431          | 0,96         |             |             |  |
|                | Christine Berthe     | MÉI            | 416          | 0,93         |             |             |  |
|                | Pascal Holzhammer    | MNR            | 273          | 0,61         |             |             |  |
|                | Jean-Louis Guénégo   | AL             | 119          | 0,27         |             |             |  |
|                | Thomas Cuerq         | Divers         | 23           | 0,05         |             |             |  |
|                |                      |                |              |              |             |             |  |
| Inscrits       | Inscrits             | Inscrits       | 77 958       | 100,00       | 77 951      | 100,00      |  |
| Abstentions    | Abstentions          | Abstentions    | 32 366       | 41,52        | 32 832      | 42,12       |  |
| Votants        | Votants              | Votants        | 45 592       | 58,48        | 45 119      | 57,88       |  |
| Blancs et nuls | Blancs et nuls       | Blancs et nuls | 792          | 1,74         | 1 398       | 3,1         |  |
| Exprimés       | Exprimés             | Exprimés       | 44 800       | 98,26        | 43 721      | 96,9        |  |

#### Cinquième  circonscription (Toul)
| Candidat       | Candidat                      | Parti          | Premier tour | Premier tour | Second tour | Second tour |  |
| Candidat       | Candidat                      | Parti          | Voix         | %            | Voix        | %           |  |
| -------------- | ----------------------------- | -------------- | ------------ | ------------ | ----------- | ----------- |  |
|                | Nadine Morano sortante réélue | UMP            | 21 492       | 47,66        | 23 740      | 52,82       |  |
|                | Michèle Pilot                 | PS             | 14 060       | 31,18        | 21 206      | 47,18       |  |
|                | Mireille Gérard               | FN             | 2 413        | 5,35         |             |             |  |
|                | Claude Rivat                  | UDF–MoDem      | 2 275        | 5,05         |             |             |  |
|                | Rodolphe Bauer                | LCR            | 1 137        | 2,52         |             |             |  |
|                | Jorge-Enrique Bocanegra       | Les Verts      | 1 000        | 2,22         |             |             |  |
|                | Catherine Brétenoux           | PCF            | 896          | 1,99         |             |             |  |
|                | Estelle François              | MÉI            | 610          | 1,35         |             |             |  |
|                | Gérard Neiss                  | LO             | 471          | 1,04         |             |             |  |
|                | Françoise Chambran            | MPF            | 401          | 0,89         |             |             |  |
|                | Catherine Davion              | MNR            | 337          | 0,75         |             |             |  |
|                |                               |                |              |              |             |             |  |
| Inscrits       | Inscrits                      | Inscrits       | 75 355       | 100,00       | 75 350      | 100,00      |  |
| Abstentions    | Abstentions                   | Abstentions    | 29 471       | 39,11        | 29 123      | 38,65       |  |
| Votants        | Votants                       | Votants        | 45 884       | 60,89        | 46 227      | 61,35       |  |
| Blancs et nuls | Blancs et nuls                | Blancs et nuls | 792          | 1,73         | 1 281       | 2,77        |  |
| Exprimés       | Exprimés                      | Exprimés       | 45 092       | 98,27        | 44 946      | 97,23       |  |

#### Sixième circonscription (Briey - Pont-à-Mousson)
| Candidat       | Candidat                         | Parti          | Premier tour | Premier tour | Second tour | Second tour |  |
| Candidat       | Candidat                         | Parti          | Voix         | %            | Voix        | %           |  |
| -------------- | -------------------------------- | -------------- | ------------ | ------------ | ----------- | ----------- |  |
|                | Jean-Yves Le Déaut sortant réélu | PS             | 14 713       | 35,21        | 24 562      | 58,62       |  |
|                | Paul Giroux                      | UMP            | 13 716       | 32,83        | 17 340      | 41,38       |  |
|                | Jacky Zanardo                    | PCF            | 4 848        | 11,6         |             |             |  |
|                | Daniel Verguet                   | FN             | 2 097        | 5,02         |             |             |  |
|                | Jules-Alain Ramananjaona         | UDF–MoDem      | 1 885        | 4,51         |             |             |  |
|                | Sébastien Borges                 | LCR            | 975          | 2,33         |             |             |  |
|                | Marc Boré                        | MPF            | 802          | 1,92         |             |             |  |
|                | Nicolas Penel                    | Les Verts      | 774          | 1,85         |             |             |  |
|                | Séverine Fontan                  | LT-LNÉ         | 605          | 1,45         |             |             |  |
|                | Didier Croutz                    | LO             | 468          | 1,12         |             |             |  |
|                | Corinne Jacquet                  | MNR            | 355          | 0,85         |             |             |  |
|                | Christian Minary                 | PT             | 338          | 0,81         |             |             |  |
|                | Jean-Pierre Pourdieu             | NC             | 208          | 0,5          |             |             |  |
|                |                                  |                |              |              |             |             |  |
| Inscrits       | Inscrits                         | Inscrits       | 78 422       | 100,00       | 78 422      | 100,00      |  |
| Abstentions    | Abstentions                      | Abstentions    | 35 835       | 45,7         | 35 240      | 44,94       |  |
| Votants        | Votants                          | Votants        | 42 587       | 54,3         | 43 182      | 55,06       |  |
| Blancs et nuls | Blancs et nuls                   | Blancs et nuls | 803          | 1,89         | 1 280       | 2,96        |  |
| Exprimés       | Exprimés                         | Exprimés       | 41 784       | 98,11        | 41 902      | 97,04       |  |

#### Septième circonscription (Villerupt)
| Candidat       | Candidat               | Parti          | Premier tour | Premier tour | Second tour | Second tour |  |
| Candidat       | Candidat               | Parti          | Voix         | %            | Voix        | %           |  |
| -------------- | ---------------------- | -------------- | ------------ | ------------ | ----------- | ----------- |  |
|                | Édouard Jacque sortant | UMP            | 13 569       | 37,89        | 16 787      | 46,05       |  |
|                | Christian Eckert élu   | PS             | 8 779        | 24,52        | 19 668      | 53,95       |  |
|                | Laurent Righi          | PCF            | 6 610        | 18,46        |             |             |  |
|                | Isabelle Karleskind    | UDF–MoDem      | 1 821        | 5,09         |             |             |  |
|                | Daniel Dervin          | FN             | 1 529        | 4,27         |             |             |  |
|                | Cyril Finance          | LCR            | 892          | 2,49         |             |             |  |
|                | Josiane Calmes         | MÉI            | 717          | 2            |             |             |  |
|                | Salah Haidas           | Divers gauche  | 684          | 1,91         |             |             |  |
|                | Henri Gounaud          | diss. PCF      | 493          | 1,38         |             |             |  |
|                | Fabien Engelmann       | LO             | 429          | 1,2          |             |             |  |
|                | Martine Albert-Gicquel | MNR            | 286          | 0,8          |             |             |  |
|                |                        |                |              |              |             |             |  |
| Inscrits       | Inscrits               | Inscrits       | 71 293       | 100,00       | 71 293      | 100,00      |  |
| Abstentions    | Abstentions            | Abstentions    | 34 879       | 48,92        | 33 717      | 47,29       |  |
| Votants        | Votants                | Votants        | 36 414       | 51,08        | 37 576      | 52,71       |  |
| Blancs et nuls | Blancs et nuls         | Blancs et nuls | 605          | 1,66         | 1 121       | 2,98        |  |
| Exprimés       | Exprimés               | Exprimés       | 35 809       | 98,34        | 36 455      | 97,02       |  |